# Heterandria anzuetoi
Heterandria anzuetoi är en fiskart som beskrevs av Rosen och Bailey, 1979. Heterandria anzuetoi ingår i släktet Heterandria och familjen Poeciliidae. Inga underarter finns listade i Catalogue of Life.